# Charles de Bourlon
Pour les articles homonymes, voir Bourlon (homonymie).
Charles de Bourlon (né à Paris vers 1611 et mort le  26 octobre 1685 à Château-Landon) est un ecclésiastique qui fut d'abord coadjuteur en 1651 puis évêque de Soissons de 1656 à 1685.

## Biographie
Charles de Bourlon nait à Paris ; il est le fils de Mathieu de Bourlon, maître des requêtes et de Christine Bailly. Docteur de la Sorbonne, il est pourvu en commende de l'abbaye de Chartreuve à Chéry-Chartreuve dans le diocèse de Soissons et du prieuré de Voulton (1653). Il est le frère ainé de Claude de Bourlon qui refuse Le 28 juillet 1677 l'évêché de Digne qu'on lui propose à la mort de l'évêque Henri Félix de Tassy. 
Nommé le 28 août 1651, coadjuteur de Simon Legras l'évêque de Soissons, il est confirmé le 16 décembre 1652 et consacré en 1653 comme évêque titulaire de Césarée-en-Bithynie (de) par Nicolas Sanguin évêque émérite de Senlis. Le 7 juin 1654 il assiste l'évêque Simon Legras à Reims lorsqu'il sacre le roi Louis XIV avant de lui succéder le 28 octobre 1656. Une fois établi dans son diocèse il rétablit la discipline de son chapitre de chanoines, fait démolir cinq temples de réformés et confie la gestion du séminaire aux oratoriens. Il meurt à Château-Landon le 26 octobre 1685 mais son corps est rapporté à Soissons pour y être inhumé.